# Pygopleurus simplex
Pygopleurus simplex là một loài bọ cánh cứng trong họ Glaphyridae. Loài này được Petrovitz miêu tả khoa học năm 1963.